# Schmalbarsch
Der Schmalbarsch (Chindongo elongatus, Syn.: Pseudotropheus elongatus) ist eine afrikanische Buntbarschart, die endemisch im ostafrikanischen Malawisee vorkommt. Typuslokalität der Nominatform ist Mbamba Bay am tansanischen Ufer des Malawisees; einziger weiterer bekannter Fundort dieser Form ist Nkhata Bay. Darüber hinaus gibt es zahlreiche recht ähnliche Farbformen, beschriebene und unbeschriebene Arten mit dem für den Schmalbarsch typischen langgestreckten Körper, die zusammen die Gattung Chindongo bilden.

## Merkmale
Der Schmalbarsch hat einen langgestreckten, für eine Chindongo-Art aber relativ hohen und seitlich leicht abgeflachten Körper und kann eine Länge von 8 bis 10 cm erreichen. Die Körperhöhe beträgt 27,7 bis 31,4 % der Standardlänge. Jungfische sind schlanker, ausgewachsene Männchen bekommen eine größere Körperhöhe. Die Grundfärbung ist schwärzlich bis dunkelbraun, darauf zeigt die Art sieben bis acht blaue, senkrechte Streifen. Vorderkopf und Schnauze sind konvex. Das Maul ist leicht unterständig, die Lippen sind leicht verdickt, besonders die Oberlippe, die leicht vorsteht. Das Maul reicht hinten nicht bis zum Vorderrand des Auges. Ober- und Unterkiefer sind breit gerundet und mit drei bis vier Zahnreihen besetzt, in denen die Zähne ziemlich regelmäßig angeordnet sind. Die Zähne der äußeren Zahnreihe sind zweispitzig mit Ausnahme der letzten drei oder vier (selten bis zu sieben) seitlich gelegenen Zähne im Oberkiefer, die konisch und etwas vergrößert sind. Die Anzahl der zweispitzigen Zähne in der äußeren Reihe im Oberkiefer liegt damit bei 34 bis 36. In beiden Kiefern sind die Zähne der drei inneren Reihen wesentlich kleiner und dreispitzig. Die Kiemenrechen sind klein und einfach gebaut. Auf dem ersten Kiemenbogen finden sich 10 bis 11 Kiemenrechen auf der Ceratobranchiale, 3 oder 4 auf der Epibranchiale und einer zwischen Epibranchiale und Ceratobranchiale.
- Flossenformel: Dorsale XVII–XVIII/8–9, Anale III/6–7.
- Schuppenformel: mLR 30–35, SL I 23–25, SL II 10–12.

## Lebensweise
Der Schmalbarsch lebt im flachen Wasser an Felsküsten mit wenig Sedimenteintrag, vor allem zwischen kleineren Felsen, und bleibt immer nah beim Substrat. Dabei schwimmt er z. B. an Höhlendecken auch mit dem Bauch nach oben. Er ernährt sich vor allem von mikroskopisch kleinen Organismen (z. B. Diatomeen und Cyanobakterien), die er aus dem Algenbewuchs der Felsen kämmt. Die Mehrheit der Fische wird in Tiefen von 0,5 bis 6 Metern gefunden. Der Schmalbarsch ist revierbildend und wie alle Mbuna-Arten ein ovophiler Maulbrüter, bei dem das Weibchen die Brutpflege übernimmt.

## Systematik
Der Schmalbarsch wurde 1956 durch den britischen Biologen Geoffrey Fryer beschrieben und der Gattung Pseudotropheus zugeordnet. Im Jahr 2016 wurde der Schmalbarsch zusammen mit anderen Buntbarschen aus der ehemaligen Pseudotropheus elongatus-Artengruppe in die neu eingeführte Gattung Chindongo gestellt.